# Coupe du monde de tir de l'ISSF 2012
Navigation
Édition précédente Édition suivante
La Coupe du monde de tir de l'ISSF 2012 est la vingt-septième édition annuelle de la Coupe du monde organisée par l'ISSF (Fédération internationale de tir sportif).
Elle regroupe toutes les épreuves figurant au programme olympique. 
Trois compétitions de qualification ont lieu entre mars à mai pour chacune des armes (carabine, pistolet et fusil de chasse) et les meilleurs tireurs sont qualifiés pour les finales en septembre et octobre.

## Calendrier
| Dates                        | Lieu    | Pays        | Carabine | Pistolet | Fusil de chasse |
| ---------------------------- | ------- | ----------- | -------- | -------- | --------------- |
| 23 mars au 1er avril         | Tucson  | États-Unis  |          |          | ✔               |
| 17 au 29 avril               | Londres | Royaume-Uni | ✔        | ✔        | ✔               |
| 1er au 8 mai                 | Lonato  | Italie      |          |          | ✔               |
| 13 au 21 mai                 | Milan   | Italie      | ✔        | ✔        |                 |
| 21 au 28 mai                 | Munich  | Allemagne   | ✔        | ✔        |                 |
| 20 au 26 septembre (Finales) | Maribor | Slovénie    |          |          | ✔               |
| 22 au 28 octobre (Finales)   | Bangkok | Thaïlande   | ✔        | ✔        |                 |

## Résultats

### Carabine masculin
| 10 m air comprimé  | 10 m air comprimé             | 10 m air comprimé  | 50 m 3 positions      | 50 m 3 positions            | 50 m 3 positions      | 50 m tir couché       | 50 m tir couché             | 50 m tir couché       |
| Londres (21 avril) | Londres (21 avril)            | Londres (21 avril) | Londres (27-28 avril) | Londres (27-28 avril)       | Londres (27-28 avril) | Londres (23-24 avril) | Londres (23-24 avril)       | Londres (23-24 avril) |
| ------------------ | ----------------------------- | ------------------ | --------------------- | --------------------------- | --------------------- | --------------------- | --------------------------- | --------------------- |
| Médaille d'or      | Pierre Edmond Piasecki France | 701.6 (598)        | Médaille d'or         | Niccolo Campriani Italie    | 1278.2 (1179)         | Médaille d'or         | Sergei Martynov Biélorussie | 699.9 (595)           |
| Médaille d'argent  | Sergey Richter Israël         | 701.1 (597)        | Médaille d'argent     | Matthew Emmons États-Unis   | 1268.7 (1173)         | Médaille d'argent     | Torben Grimmel Danemark     | 698.7 (595)           |
| Médaille de bronze | Illia Charheika Biélorussie   | 700.3 (598)        | Médaille de bronze    | Serhiy Kulish Ukraine       | 1268.2 (1169)         | Médaille de bronze    | Michael McPhail États-Unis  | 698.6 (594)           |
| Milan (15 mai)     | Milan (15 mai)                | Milan (15 mai)     | Milan (16-17 mai)     | Milan (16-17 mai)           | Milan (16-17 mai)     | Milan (19-20 mai)     | Milan (19-20 mai)           | Milan (19-20 mai)     |
| Médaille d'or      | Niccolo Campriani Italie      | 702.7 (599)        | Médaille d'or         | Jason Parker États-Unis     | 1273.1 (1173)         | Médaille d'or         | Sergei Martynov Biélorussie | 701.1 (597)           |
| Médaille d'argent  | Vitali Bubnovich Biélorussie  | 701.7 (597)        | Médaille d'argent     | Niccolo Campriani Italie    | 1270.7 (1172)         | Médaille d'argent     | Cyril Graff France          | 700.9 (598)           |
| Médaille de bronze | Serhiy Kulish Ukraine         | 701.5 (597)        | Médaille de bronze    | Illia Charheika Biélorussie | 1267.0 (1167)         | Médaille de bronze    | Marco De Nicolo Italie      | 699.8 (597)           |
| Munich (23 mai)    | Munich (23 mai)               | Munich (23 mai)    | Munich (26-27 mai)    | Munich (26-27 mai)          | Munich (26-27 mai)    | Munich (24-25 mai)    | Munich (24-25 mai)          | Munich (24-25 mai)    |
| Médaille d'or      | Wang Tao Chine                | 702.4 (599)        | Médaille d'or         | Niccolo Campriani Italie    | 1280.6 (1180)         | Médaille d'or         | Wang Weiyi Chine            | 704.0 (599)           |
| Médaille d'argent  | Illia Charheika Biélorussie   | 702.2 (597)        | Médaille d'argent     | Nemanja Mirosavljev Serbie  | 1278.6 (1181)         | Médaille d'argent     | Sergei Martynov Biélorussie | 702.1 (597)           |
| Médaille de bronze | Niccolo Campriani Italie      | 702.2 (598)        | Médaille de bronze    | Simon Beyeler Suisse        | 1274.2 (1177)         | Médaille de bronze    | Marco De Nicolo Italie      | 701.8 (598)           |
| Finale : Bangkok   | Finale : Bangkok              | Finale : Bangkok   | Finale : Bangkok      | Finale : Bangkok            | Finale : Bangkok      | Finale : Bangkok      | Finale : Bangkok            | Finale : Bangkok      |
| Médaille d'or      | Zhu Qinan Chine               | 700.8 (598)        | Médaille d'or         | Jason Parker États-Unis     | 1266.5 (1171)         | Médaille d'or         | Rajmond Debevec Slovénie    | 699.9 (596)           |
| Médaille d'argent  | Sergey Richter Israël         | 700.5 (598)        | Médaille d'argent     | Han Jinseop Corée du Sud    | 1263.5 (1166)         | Médaille d'argent     | Marcel Buerge Suisse        | 699.1 (596)           |
| Médaille de bronze | Serguei Kruglov Russie        | 699.4 (598)        | Médaille de bronze    | Ole Kristian Bryhn Norvège  | 1263.0 (1167)         | Médaille de bronze    | Valérian Sauveplane France  | 699.1 (595)           |

### Carabine féminin
| 10 m air comprimé  | 10 m air comprimé             | 10 m air comprimé  | 50 m 3 positions      | 50 m 3 positions              | 50 m 3 positions      |
| Londres (19 avril) | Londres (19 avril)            | Londres (19 avril) | Londres (25-26 avril) | Londres (25-26 avril)         | Londres (25-26 avril) |
| ------------------ | ----------------------------- | ------------------ | --------------------- | ----------------------------- | --------------------- |
| Médaille d'or      | Sonja Pfeilschifter Allemagne | 503.0 (398)        | Médaille d'or         | Barbara Engleder Allemagne    | 686.1 (586)           |
| Médaille d'argent  | Yi Siling Chine               | 502.5 (400) EFWR   | Médaille d'argent     | Stephanie Obermoser Autriche  | 685.1 (583)           |
| Médaille de bronze | Lisa Ungerank Autriche        | 500.3 (397)        | Médaille de bronze    | Du Li Chine                   | 684.2 (584)           |
| Milan (15 mai)     | Milan (15 mai)                | Milan (15 mai)     | Milan (17-18 mai)     | Milan (17-18 mai)             | Milan (17-18 mai)     |
| Médaille d'or      | Kateřina Emmons Tchéquie      | 505.5 (400) EWR    | Médaille d'or         | Sonja Pfeilschifter Allemagne | 690.0 (588)           |
| Médaille d'argent  | Sonja Pfeilschifter Allemagne | 504.2 (400) EWR    | Médaille d'argent     | Kateřina Emmons Tchéquie      | 684.2 (585)           |
| Médaille de bronze | Yi Siling Chine               | 503.4 (399)        | Médaille de bronze    | Li Peijing Chine              | 680.3 (582)           |
| Munich (23 mai)    | Munich (23 mai)               | Munich (23 mai)    | Munich (25-26 mai)    | Munich (25-26 mai)            | Munich (25-26 mai)    |
| Médaille d'or      | Yi Siling Chine               | 503.6 (400)        | Médaille d'or         | Ildiko Karmacsi Hongrie       | 690.3 (591)           |
| Médaille d'argent  | Andrea Arsovic Serbie         | 503.5 (399)        | Médaille d'argent     | Du Li Chine                   | 688.8 (588)           |
| Médaille de bronze | Dariya Sharipova Ukraine      | 502.7 (399)        | Médaille de bronze    | Barbara Engleder Allemagne    | 687.7 (585)           |
| Finale : Bangkok   | Finale : Bangkok              | Finale : Bangkok   | Finale : Bangkok      | Finale : Bangkok              | Finale : Bangkok      |
| Médaille d'or      | Sonja Pfeilschifter Allemagne | 503.2 (399)        | Médaille d'or         | Adela Sykorova Tchéquie       | 684.3 (587)           |
| Médaille d'argent  | Yi Siling Chine               | 500.7 (398)        | Médaille d'argent     | Sylwia Bogacka Pologne        | 680.7 (580)           |
| Médaille de bronze | Yu Dan Chine                  | 500.3 (397)        | Médaille de bronze    | Du Li Chine                   | 679.8 (578)           |

### Pistolet masculin
| 10 m air comprimé  | 10 m air comprimé          | 10 m air comprimé  | 25 m tir rapide       | 25 m tir rapide           | 25 m tir rapide       | 50 m                  | 50 m                     | 50 m                  |
| Londres (20 avril) | Londres (20 avril)         | Londres (20 avril) | Londres (26-27 avril) | Londres (26-27 avril)     | Londres (26-27 avril) | Londres (24-25 avril) | Londres (24-25 avril)    | Londres (24-25 avril) |
| ------------------ | -------------------------- | ------------------ | --------------------- | ------------------------- | --------------------- | --------------------- | ------------------------ | --------------------- |
| Médaille d'or      | Lee Daemyung Corée du Sud  | 691.3 (591)        | Médaille d'or         | Alexei Klimov Russie      | 33 (590) EFWR         | Médaille d'or         | Tomoyuki Matsuda Japon   | 664.8 (572)           |
| Médaille d'argent  | Vladimir Isakov Russie     | 689.8 (588)        | Médaille d'argent     | Ding Feng Chine           | 30 (586)              | Médaille d'argent     | Vladimir Isakov Russie   | 663.2 (565)           |
| Médaille de bronze | Denys Kushnirov Ukraine    | 688.0 (585)        | Médaille de bronze    | Zhang Jian Chine          | 26 (584)              | Médaille de bronze    | Zhang Tian Corée du Sud  | 660.6 (565)           |
| Milan (16 mai)     | Milan (16 mai)             | Milan (16 mai)     | Milan (18-19 mai)     | Milan (18-19 mai)         | Milan (18-19 mai)     | Milan (19-20 mai)     | Milan (19-20 mai)        | Milan (19-20 mai)     |
| Médaille d'or      | Tan Zongliang Chine        | 684.6(585)         | Médaille d'or         | Alexei Klimov Russie      | 34 (590) FWR          | Médaille d'or         | Damir Mikec Serbie       | 667.9 (574)           |
| Médaille d'argent  | Ismail Keles Turquie       | 684.3 (582)        | Médaille d'argent     | Christian Reitz Allemagne | 34 (590) FWR          | Médaille d'argent     | Zhang Tian Chine         | 664.6 (568)           |
| Médaille de bronze | Vladimir Gontcharov Russie | 684.0 (583)        | Médaille de bronze    | Ralf Schumann Allemagne   | 29 (586)              | Médaille de bronze    | Giuseppe Giordano Italie | 657.2 (561)           |
| Munich (26 mai)    | Munich (26 mai)            | Munich (26 mai)    | Munich (24-25 mai)    | Munich (24-25 mai)        | Munich (24-25 mai)    | Munich (23-24 mai)    | Munich (23-24 mai)       | Munich (23-24 mai)    |
| Médaille d'or      | Jin Jong-Oh Corée du Sud   | 691.1 (590)        | Médaille d'or         | Teruyoshi Akiyama Japon   | 34 (584) EFWR         | Médaille d'or         | Jin Jong-Oh Corée du Sud | 659.4 (562)           |
| Médaille d'argent  | Tan Zongliang Chine        | 686.9(589)         | Médaille d'argent     | Christian Reitz Allemagne | 30 (586)              | Médaille d'argent     | Damir Mikec Serbie       | 658.4 (563)           |
| Médaille de bronze | Yusuf Dikec Turquie        | 686.5 (586)        | Médaille de bronze    | Kim Daeyoong Corée du Sud | 25 (585)              | Médaille de bronze    | Vladimir Isakov Russie   | 658.3 (564)           |
| Finale : Bangkok   | Finale : Bangkok           | Finale : Bangkok   | Finale : Bangkok      | Finale : Bangkok          | Finale : Bangkok      | Finale : Bangkok      | Finale : Bangkok         | Finale : Bangkok      |
| Médaille d'or      | Leonid Ekimov Russie       | 684.8(582)         | Médaille d'or         | Martin Strnad Tchéquie    | 32 (585)              | Médaille d'or         | Zhang Tian Chine         | 664.9 (565)           |
| Médaille d'argent  | Tan Zongliang Chine        | 684.7(585)         | Médaille d'argent     | Christian Reitz Allemagne | 29 (589)              | Médaille d'argent     | Tomoyuki Matsuda Japon   | 661.0 (566)           |
| Médaille de bronze | Yusuf Dikec Turquie        | 684.5 (583)        | Médaille de bronze    | Zhang Jian Chine          | 25 (588)              | Médaille de bronze    | Leonid Ekimov Russie     | 659.1 (562)           |

### Pistolet féminin
| 10 m air comprimé  | 10 m air comprimé               | 10 m air comprimé  | 25 m               | 25 m                           | 25 m               |
| Londres (19 avril) | Londres (19 avril)              | Londres (19 avril) | Londres (22 avril) | Londres (22 avril)             | Londres (22 avril) |
| ------------------ | ------------------------------- | ------------------ | ------------------ | ------------------------------ | ------------------ |
| Médaille d'or      | Tien Chia Chen Taipei chinois   | 488.5 (388)        | Médaille d'or      | Kim Jang-mi Corée du Sud       | 796.9 (592) FWR    |
| Médaille d'argent  | Olena Kostevych Ukraine         | 487.8 (386)        | Médaille d'argent  | Céline Goberville France       | 791.2 (586)        |
| Médaille de bronze | Lenka Maruskova Tchéquie        | 487.6 (387)        | Médaille de bronze | Lenka Maruskova Tchéquie       | 790.4 (588)        |
| Milan (16 mai)     | Milan (16 mai)                  | Milan (16 mai)     | Milan (17-18 mai)  | Milan (17-18 mai)              | Milan (17-18 mai)  |
| Médaille d'or      | Olena Kostevych Ukraine         | 493.1 (392)        | Médaille d'or      | Olena Kostevych Ukraine        | 795.5 (589)        |
| Médaille d'argent  | Lenka Maruskova Tchéquie        | 491.0 (389)        | Médaille d'argent  | Lenka Maruskova Tchéquie       | 789.2 (582)        |
| Médaille de bronze | Tien Chia Chen Taipei chinois   | 487.9 (387)        | Médaille de bronze | Jasna Sekaric Serbie           | 788.2 (583)        |
| Munich (27 mai)    | Munich (27 mai)                 | Munich (27 mai)    | Munich (23-24 mai) | Munich (23-24 mai)             | Munich (23-24 mai) |
| Médaille d'or      | Zorana Arunovic Serbie          | 490.7 (389)        | Médaille d'or      | Chen Ying Chine                | 791.4 (583)        |
| Médaille d'argent  | Tanyaporn Prucksakorn Thaïlande | 485.7 (387)        | Médaille d'argent  | Céline Goberville France       | 789.6 (583)        |
| Médaille de bronze | Maria Grozdeva Bulgarie         | 484.4 (386)        | Médaille de bronze | Lenka Maruskova Tchéquie       | 787.3 (583)        |
| Finale : Bangkok   | Finale : Bangkok                | Finale : Bangkok   | Finale : Bangkok   | Finale : Bangkok               | Finale : Bangkok   |
| Médaille d'or      | Olena Kostevych Ukraine         | 486.4 (388)        | Médaille d'or      | Kim Jang-mi Corée du Sud       | 793.2 (588)        |
| Médaille d'argent  | Tien Chia Chen Taipei chinois   | 485.1 (386)        | Médaille d'argent  | Munkhbayar Dorjsuren Allemagne | 791.3 (591)        |
| Médaille de bronze | Céline Goberville France        | 484.5 (388)        | Médaille de bronze | Chen Ying Chine                | 790.3 (583)        |

### Fusil de chasse masculin
| Trap                               | Trap                               | Trap                               | Double Trap                     | Double Trap                             | Double Trap                     | Skeet                              | Skeet                                | Skeet                              |
| Tucson (30-31 mars)                | Tucson (30-31 mars)                | Tucson (30-31 mars)                | Tucson (28 mars)                | Tucson (28 mars)                        | Tucson (28 mars)                | Tucson (25-26 mars)                | Tucson (25-26 mars)                  | Tucson (25-26 mars)                |
| ---------------------------------- | ---------------------------------- | ---------------------------------- | ------------------------------- | --------------------------------------- | ------------------------------- | ---------------------------------- | ------------------------------------ | ---------------------------------- |
| Médaille d'or                      | Ryan Hadden États-Unis             | 148 (123)                          | Médaille d'or                   | Peter Robert Russell Wilson Royaume-Uni | 198 (148) EWR FWR               | Médaille d'or                      | Efthimips Mitas Grèce                | 150 (125) EWR EFWR                 |
| Médaille d'argent                  | Erminio Frasca Italie              | 144+2 (122)                        | Médaille d'argent               | William Chetcuti Malte                  | 194 (147)                       | Médaille d'argent                  | Mykola Milchev Ukraine               | 148+44 (123)                       |
| Médaille de bronze                 | Alexey Alipov Russie               | 144+1 (121)                        | Médaille de bronze              | Joshua Richmond États-Unis              | 193 (143+2)                     | Médaille de bronze                 | Carlos Alberto Valdez Romero Mexique | 148+43 (124)                       |
| Londres (25-26-27 avril)           | Londres (25-26-27 avril)           | Londres (25-26-27 avril)           | Londres (23 avril)              | Londres (23 avril)                      | Londres (23 avril)              | Londres (19-20-21 avril)           | Londres (19-20-21 avril)             | Londres (19-20-21 avril)           |
| Médaille d'or                      | Massimo Fabbrizi Italie            | 143 (119)                          | Médaille d'or                   | Mikhail Leybo Russie                    | 188+4 (142)                     | Médaille d'or                      | Stefan Nilsson Suède                 | 148 (123)                          |
| Médaille d'argent                  | Alexey Alipov Russie               | 141 (119)                          | Médaille d'argent               | Francesco D'Aniello Italie              | 188+3 (142)                     | Médaille d'argent                  | Mykola Milchev Ukraine               | 147 (122)                          |
| Médaille de bronze                 | Giovanni Pellielo Italie           | 140+14 (119)                       | Médaille de bronze              | Daniele Di Spigno Italie                | 184+2 (140)                     | Médaille de bronze                 | Tore Brovold Norvège                 | 146+10 (121+6)                     |
| Lonato (3-4 mai)                   | Lonato (3-4 mai)                   | Lonato (3-4 mai)                   | Lonato (6 mai)                  | Lonato (6 mai)                          | Lonato (6 mai)                  | Lonato (6-7 mai)                   | Lonato (6-7 mai)                     | Lonato (6-7 mai)                   |
| Médaille d'or                      | Oguzhan Tuzun Turquie              | 144 (121)                          | Médaille d'or                   | Joshua Richmond États-Unis              | 193 (144)                       | Médaille d'or                      | Yórgos Achilléos Chypre              | 147+14 (122)                       |
| Médaille d'argent                  | Rodolfo Vigano Italie              | 142+3 (119)                        | Médaille d'argent               | Vitaly Fokeev Russie                    | 191 (142+4)                     | Médaille d'argent                  | Valeriy Shomin Russie                | 147+13 (122)                       |
| Médaille de bronze                 | Stéphane Clamens France            | 142+2 (121)                        | Médaille de bronze              | Vasily Mosin Russie                     | 190+7 (145)                     | Médaille de bronze                 | Jesper Hansen Danemark               | 146 (122)                          |
| Finale : Maribor (22-23 septembre) | Finale : Maribor (22-23 septembre) | Finale : Maribor (22-23 septembre) | Finale : Maribor (24 septembre) | Finale : Maribor (24 septembre)         | Finale : Maribor (24 septembre) | Finale : Maribor (24-25 septembre) | Finale : Maribor (24-25 septembre)   | Finale : Maribor (24-25 septembre) |
| Médaille d'or                      | Oguzhan Tuzun Turquie              | 145+3 (123)                        | Médaille d'or                   | Joshua Richmond États-Unis              | 192 (145)                       | Médaille d'or                      | Anders Golding Danemark              | 149 (124)                          |
| Médaille d'argent                  | Alexey Alipov Russie               | 145+2 (120)                        | Médaille d'argent               | Ronjan Sodhi Inde                       | 191 (144)                       | Médaille d'argent                  | Vincent Hancock États-Unis           | 146 (122)                          |
| Médaille de bronze                 | Jesus Serrano Espagne              | 144 (119+3)                        | Médaille de bronze              | Fehaid Aldeehani Koweït                 | 190 (143)                       | Médaille de bronze                 | Valeriy Shomin Russie                | 145 (122)                          |

### Fusil de chasse féminin
| Trap                            | Trap                            | Trap                            | Skeet                           | Skeet                           | Skeet                           |
| Tucson (30 mars)                | Tucson (30 mars)                | Tucson (30 mars)                | Tucson (25 mars)                | Tucson (25 mars)                | Tucson (25 mars)                |
| ------------------------------- | ------------------------------- | ------------------------------- | ------------------------------- | ------------------------------- | ------------------------------- |
| Médaille d'or                   | Corey Cogdell États-Unis        | 94 (70+1)                       | Médaille d'or                   | Kim Rhode États-Unis            | 99 (75) EWR EFWR                |
| Médaille d'argent               | Elena Tkach Russie              | 91 (70+1)                       | Médaille d'argent               | Diana Bacosi Italie             | 92+6 (70)                       |
| Médaille de bronze              | Fátima Gálvez Espagne           | 90+2 (71)                       | Médaille de bronze              | Brandy Drozd États-Unis         | 92+5 (70)                       |
| Londres (25-26 avril)           | Londres (25-26 avril)           | Londres (25-26 avril)           | Londres (19-20 avril)           | Londres (19-20 avril)           | Londres (19-20 avril)           |
| Médaille d'or                   | Fátima Gálvez Espagne           | 89 (69)                         | Médaille d'or                   | Wei Ning Chine                  | 96+2 (72)                       |
| Médaille d'argent               | Elena Tkach Russie              | 88 (69)                         | Médaille d'argent               | Danka Bartekova Slovaquie       | 96+1 (71)                       |
| Médaille de bronze              | Kayle Browning États-Unis       | 86 (69)                         | Médaille de bronze              | Kim Rhode États-Unis            | 95+4 (71)                       |
| Lonato (3 mai)                  | Lonato (3 mai)                  | Lonato (3 mai)                  | Lonato (6 mai)                  | Lonato (6 mai)                  | Lonato (6 mai)                  |
| Médaille d'or                   | Abbey Burton Royaume-Uni        | 91+2 (70)                       | Médaille d'or                   | Danka Bartekova Slovaquie       | 95 (74)                         |
| Médaille d'argent               | Fátima Gálvez Espagne           | 91+1 (69)                       | Médaille d'argent               | Christine Wenzel Allemagne      | 94 (72)                         |
| Médaille de bronze              | Satu Makela-Nummela Finlande    | 90 (69)                         | Médaille de bronze              | Francisca Crovetto Chadid Chili | 93+2 (72)                       |
| Finale : Maribor (22 septembre) | Finale : Maribor (22 septembre) | Finale : Maribor (22 septembre) | Finale : Maribor (24 septembre) | Finale : Maribor (24 septembre) | Finale : Maribor (24 septembre) |
| Médaille d'or                   | Satu Makela-Nummela Finlande    | 93 (72)                         | Médaille d'or                   | Danka Bartekova Slovaquie       | 95 (72)                         |
| Médaille d'argent               | Jessica Rossi Italie            | 92 (71)                         | Médaille d'argent               | Brandy Drozd États-Unis         | 93+9 (69)                       |
| Médaille de bronze              | Jana Beckmann Allemagne         | 91 (70)                         | Médaille de bronze              | Christine Wenzel Allemagne      | 93+8 (68)                       |